# Монумент советской конституции
Монуме́нт сове́тской конститу́ции (также известен как обелиск Октябрьской революции, монумент Свободы) — центральный по значению памятник ленинского плана монументальной пропаганды, выполненный в стиле неоклассицизма. Украшал Советскую (с 1993 года — Тверскую) площадь напротив здания Моссовета (ныне здание мэрии Москвы) в 1918—1941 годах.

## История

### Строительство

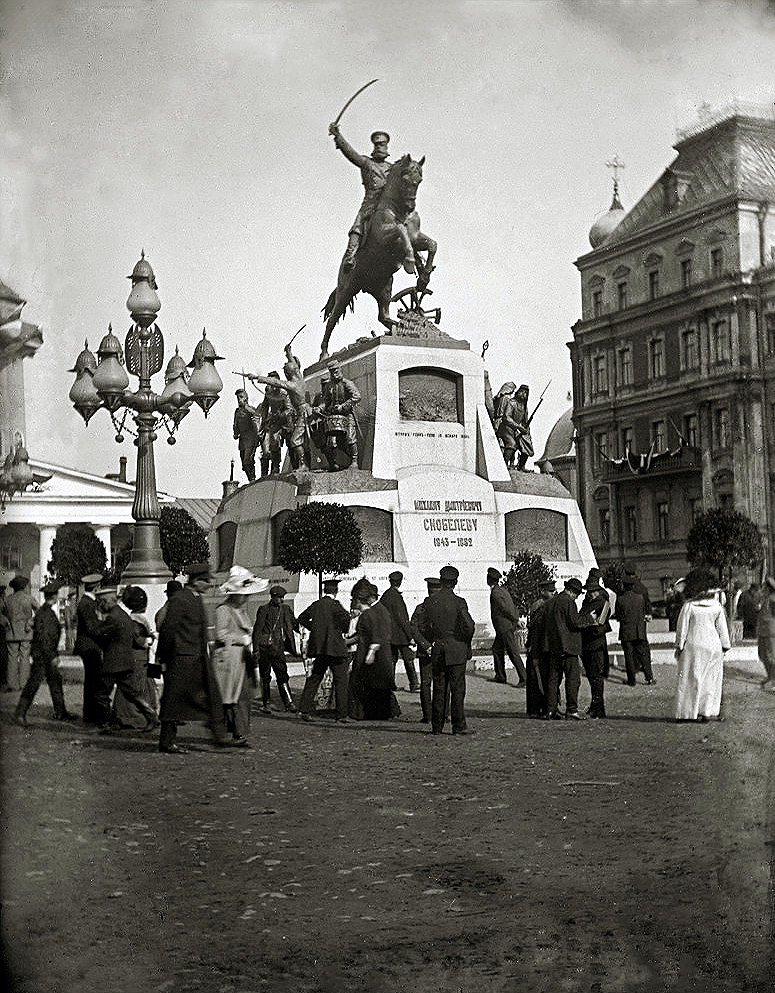
Памятник Михаилу Скобелеву, 1914 год

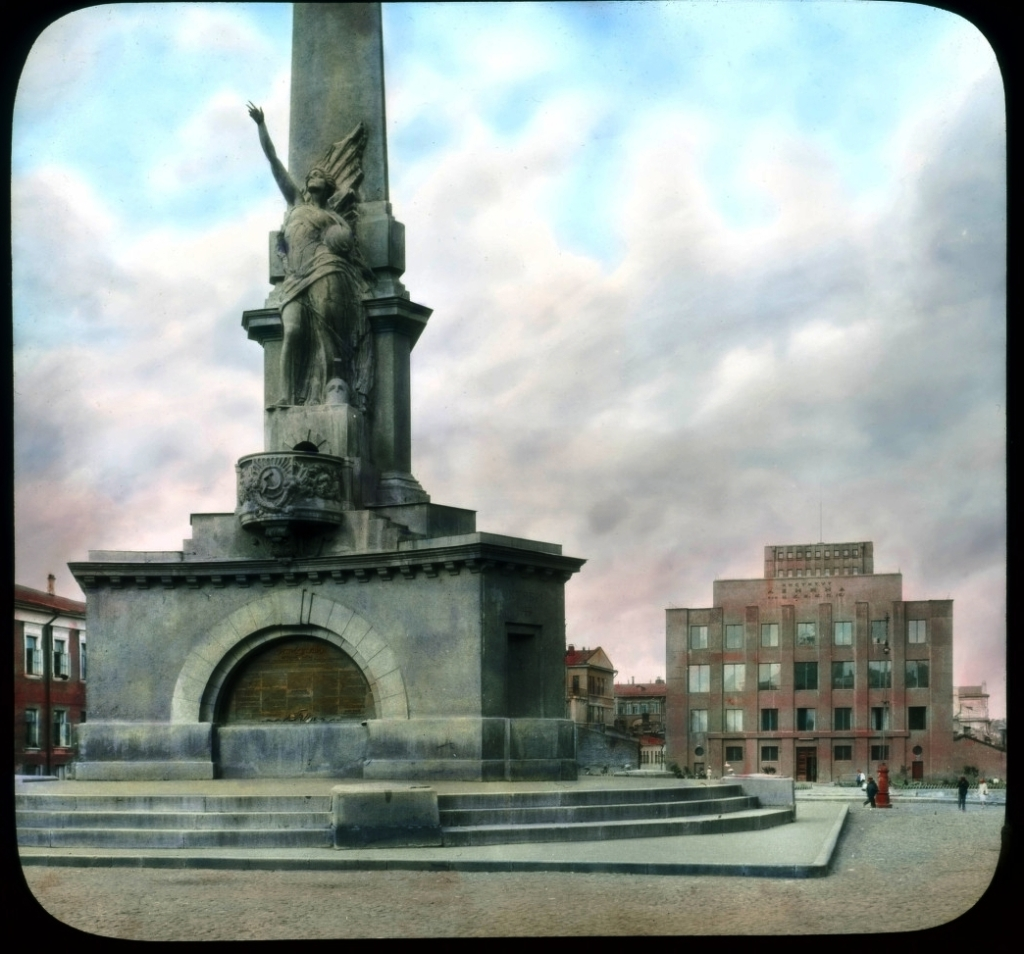
Статуя Свободы, 1931 год

12 апреля 1918 года первый председатель СНК РСФСР Владимир Ленин выпустил декрет «О памятниках Республики» в целях расширения сферы влияния советской идеологии. Документ постановил «в ознаменование великого переворота, преобразившего Россию», ликвидировать памятники царского режима и создать «памятники, долженствующие ознаменовать великие дни  Российской социалистической революции». В рамках реализации постановления 1 мая 1918 года был уничтожен и монумент герою русско-турецкой войны 1877—1878 годов Михаилу Скобелеву, стоявший на одноимённой площади. Оставшийся от памятника постамент был использован на первомайском празднике как трибуна для приветствий.
В августе 1918 года по инициативе Ленина Президиум Моссовета принял постановление о сооружении на месте демонтированного памятника нового монумента, который бы увековечил Октябрьскую революцию.
В конкурсе проектов приняли участие архитекторы Николай Всеволжский, Николай Докучаев, Дмитрий Осипов и другие. Благодаря простоте реализации и стилистическому пафосу, направленному на отражение успехов советских преобразований, победу одержал проект Дмитрия Осипова. Так как возведение памятника должно было завершиться к первой годовщине Октябрьской революции, для его строительства были использованы легкодоступные, но недолговечные материалы, а также кирпич из разобранного здания находившегося неподалёку полицейского участка.

### Открытие монумента
К торжественному открытию 7 ноября 1918 года памятник ещё не был полностью завершён: один из ключевых элементов — фигура женщины с фригийским колпаком, олицетворявшая свободу — не был изготовлен. На постаменте возвышался 26-метровый трёхгранный обелиск, основание которого было обито фанерными картушами с социалистическими лозунгами. Арочные перекрытия цоколя также украшали фанерные листы с выдержками из первой советской конституции.
Повторное открытие монумента состоялось 27 июля 1919 года. Обелиск был дополнен статуей Свободы, выполненной по эскизу скульптора Николая Андреева. В основу эскиза легло переосмысление древнегреческой статуи Ники Самофракийской, которую скульптор видел в Лувре. Фигура крылатой девушки в античных одеждах была выполнена в духе символики ранних советских плакатов и картин: молодая женщина вскидывала одну руку, а в другой держала шар, который жители Москвы вскоре прозвали «арбузом».

### Художественные особенности
В качестве моделей для статуи позировали знакомые скульптора: племянница театрального режиссёра Константина Станиславского Вера Алексеева и известная московская врач Екатерина Кост. По воспоминаниям последней, для изображения взмаха руки статуи Андреев использовал её жест. По одной из неофициальных версий, известная актриса МХАТа Евгения Хованская также являлась моделью скульптора.
При создании статуи Андреев впервые в советской практике применил бетон как новый скульптурный материал. Добавляя в цемент гранитную крошку, Андреев тем самым успешно добивался впечатления, что статуя сделана из камня. Художественную композицию обелиска со статуей Свободы заведующая отделом скульптуры XX века в Третьяковской галерее Людмила Марц описывала следующим образом:
Хотя эта статуя с самого начала была предназначена для установки на обелиск, фантазия Андреева разгулялась на славу, и фигура Свободы оказалась, пожалуй, чересчур трёхмерной для этого памятника — фактически, скульптура, рассчитанная автором на круговой обзор, была установлена в качестве горельефа.
В 1922 году в трёх арках монумента на месте фанерных табличек были вмонтированы бронзовые щиты с текстом первой советской конституции, выполненные скульптором Борисом Лавровым.

### Отзывы современников
Несмотря на то, что монумент советской конституции был удостоен наивысшей оценки среди других произведений монументальной пропаганды, реакция на него была неоднозначной. Хорватский писатель Мирослав Крлежа, посетивший Москву в 1925 году, оставил в своих путевых записках описание внешнего вида памятника:
Обелиск с ангелом — вестником мира, пальмой и медными страницами Конституции (с художественной точки зрения произведение банальное и мещански безвкусное).
Среди москвичей обелиск и статуя с течением времени стали фигурировать в язвительном анекдоте: «Почему у вас Свобода против Моссовета? — Потому что у нас Моссовет против свободы».

### Уничтожение и попытка восстановить

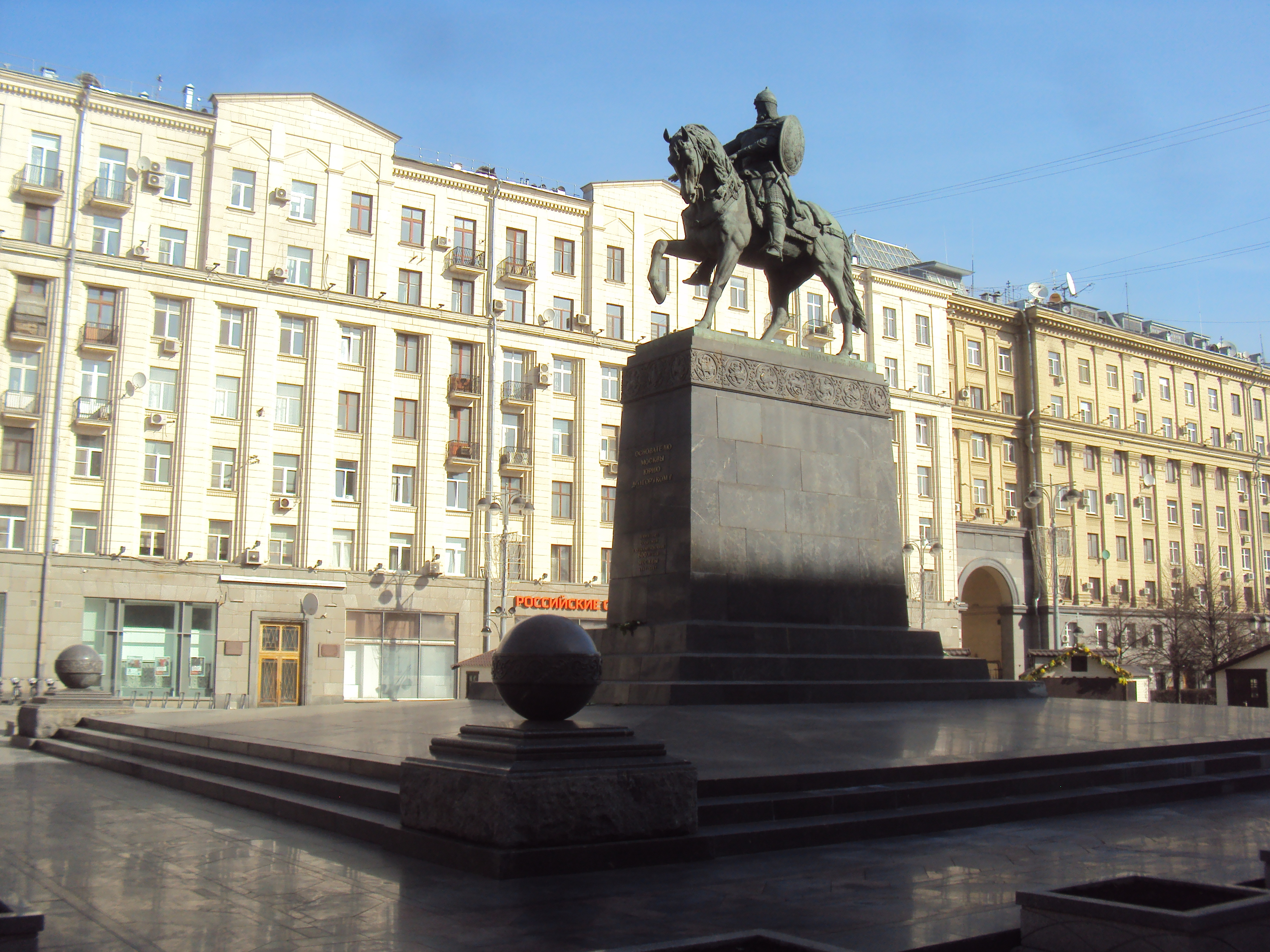
Памятник Юрию Долгорукому, возведённый на месте Монумента советской конституции, 2016 год

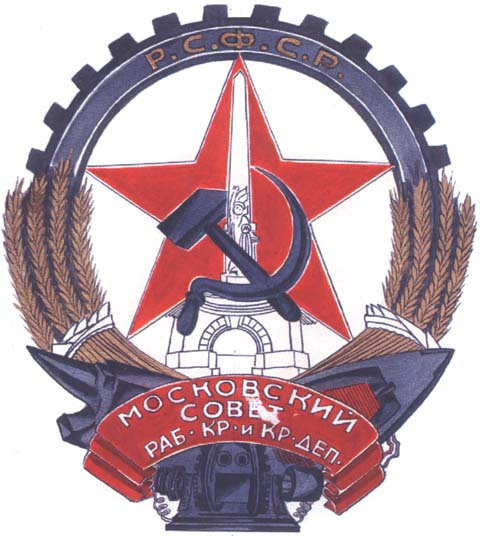
Монумент советской конституции на гербе Москвы, 1924 год

В связи с тем, что при сооружении самого обелиска вместо цемента были использованы недолговечные материалы, уже к концу 1930-х годов памятник нуждался в обновлении. По официальной версии, обелиск и статую было решено демонтировать в рамках реконструкции улицы Горького.
Существует также две неофициальные версии, объясняющие уничтожение монумента. Согласно одной из них, наличие обелиска противоречило сталинским планам обновления столицы: в чертежах реконструкции Москвы на месте современного Нового Арбата фигурировал так называемый «Проспект Конституции», открывать который должны были парные обелиски с цитатами из новой конституции 1936 года. По версии Людмилы Марц, абстрактную скульптуру времен ленинианы планировалось заменить памятником секретарю ЦК ВКП(б) Иосифу Сталину по проекту скульптора Сергея Меркурова.
В ночь с 20 на 21 апреля 1941 года памятник Советской конституции был взорван. Сохранившийся фрагмент головы статуи Свободы попал в коллекцию Третьяковской галереи на Крымском валу и был впервые показан публике в 1967 году.
В 1947 году, к 800-летнему юбилею столицы, на месте разрушенного монумента был заложен памятник основателю Москвы Юрию Долгорукому. Торжественное открытие конной статуи первому московскому князю состоялось в 1954 году. Несмотря на большое значение фигуры Долгорукого для истории города, некоторые жители столицы были недовольны возведением памятника, изображающего «представителя эксплуататорских классов» и требовали от муниципальных властей его деконструкции.
В 1962 году по инициативе Первого секретаря ЦК КПСС Никиты Хрущёва было выпущено постановление «О воссоздании к 7 ноября 1964 года монумента Свободы на Советской площади». Для восстановления памятника предварительно планировалось демонтировать конную статую Долгорукому, однако к назначенному сроку памятник заменён не был. После отставки Хрущёва проекты воссоздания монумента разрабатывались вплоть до 1980-х годов, но не были реализованы.

## Обелиск в искусстве

Обелиск Советской Конституции в Москве (рис. В. Куприянова)

- С 1924 по 1993 год памятник изображался на советском гербе Москвы, автором которого был также Дмитрий Осипов[8]. Обелиск был представлен в обрамлении советской звезды, серпа, молота, наковальни и шестерни с надписью «РСФСР». Герб также окаймляли ленты с текстом «Московский совет раб., кр. и кр. Деп» (Московский совет рабочих, крестьянских и красноармейских депутатов)[22]. В конце 1920-х годов герб с изображением обелиска появился на марках и документах Моссовета[23].
- В 1926 и 1927 годах были выпущены почтовые марки СССР с изображением памятника в серии «Международный конгресс эсперантистов в Ленинграде»[24].
- Соломон Штыкан запечатлел монумент на литографии «Московский совет и памятник Советской конституции»[25].
- Изображение памятника сохранилось также на здании Верховного суда РФ на Поварской улице, 15, на решётке Большого Каменного моста и на ограждении моста Бачелиса[4].
- В 1927 году обелиск попал в фильм Абрама Роома «Третья Мещанская»[26].
- В 1963 году была выпущена почтовая открытка «Слава Великому Октябрю!» с изображением памятника (худ. Калашников).